# Min far forfra
|  | Denne artikel er oprettet af botten Steenthbot ud fra en ekstern database. Den kan derfor have sproglige fejl eller mangler. Denne skabelon kan fjernes efter kontrol af indholdet. |

Min far forfra er en dansk dokumentarfilm fra 2015 instrueret af Nicoline Skotte Jacobsen.

## Handling
Filmen foregår i et studie, et lysende og kulørt univers, hvor en datter har inviteret sin far ind til leg og underfundig refleksion over den skilsmisse, der har frataget dem begge en del af datterens barndom. Filmen angriber et påtrængende emne i den danske skilsmissekultur på en ny og både oplevelses- og lærerig måde. Det ligner et muntert maleri af Kandinsky og foregår samtidig på jysk.